# Inga colimana
Inga colimana es un árbol de la familia de las fabáceas que se identificó por primera vez en 2002 en el estado de Colima, México. En 2002 la Universidad de Guadalajara financió un proyecto de investigación sobre la flora arbórea del estado de Colima, en la cual se llegó a la conclusión de que se había descubierto un nuevo taxón pertenece a la sección Leptinga que parece estar relacionado con Inga inicuil e Inga cinnamomea, de las cuales se diferencia por sus tener frutos y semillas más pequeñas.

## Descripción

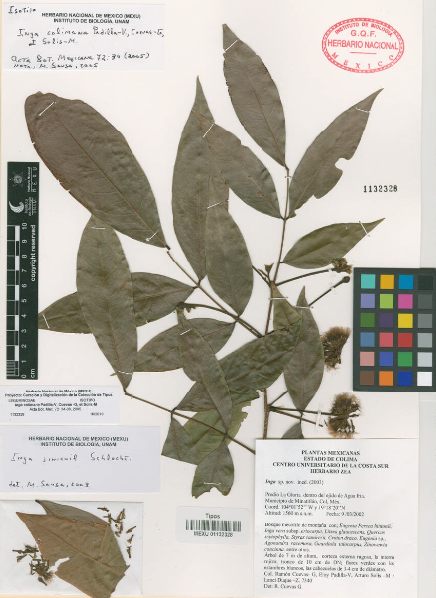
Holotipo de Inga colimana en el Herbario de la UNAM.

Se trata de un árbol perennifolio que alcanza los 7 a 15 m de altura; posee un tronco de hasta de 35 cm de diámetro, algunas veces ramificado a la altura de la base. Tiene una corteza de 6 a 13 mm de grosor; la corteza externa es rugosa y castaño rojiza mientras que la interna es rojiza. Las ramillas son de 2-4 mm de grosor, color verde olivo a castaño claro dependiendo de la edad; son glabras con lenticelas; estípulas subuladas, de 2.5-5 mm de largo, estrigosas a glabrescentes, pronto caedizas; hojas de 10-27 cm de largo, comúnmente con tres pares de folíolos, algunas veces dos o cuatro, ocasionalmente uno, raquis cilíndrico, con frecuencia con la parte adaxial acanalada, glabrescente a glabro, con un nectario foliar reducido entre el primer par basal de folíolos, globoso o estipitado globoso, de ser globoso de 0.5 mm de diámetro, cuando estipitado de 0.7-1 mm de largo, rara vez ausente o presente también entre el siguiente par de foliolos; pecíolo cilíndrico, de 1-4.5 cm de largo; folíolos opuestos, en ocasiones subopuestos o alternos, elípticos a lanceolados, algunas veces obovados, con frecuencia falcados, subcoriáceos, aumentando gradualmente de tamaño en forma acrópeta, la lámina de los basales de 4.5-9 cm de largo y 1.3-3 cm de ancho, los apicales de 8-22.5 cm de largo y 2-7.5 cm de ancho, con el ápice acuminado a agudo, base atenuada a cuneada, comúnmente oblicua; nerviación braquidódroma, con 8-18 pares de nervios laterales, con la haz y el envés glabros, pruinosos; peciólulos de 2-4 mm de largo, pubérulos a glabros; inflorescencias capitadas, axilares a subterminales, una a tres por axila, la cabezuela de 2.5-3.5 cm de diámetro, con alrededor de 40 flores; receptáculo globoso, de 35 mm de diámetro, glabro; brácteas del receptáculo linear triangulares, menores de 1 mm de largo, pronto caedizas; pedúnculo de 1.6-8 cm de largo, comprimido, pubérulo a glabro, en ocasiones con una bráctea triangular cerca de la base de la inflorescencia, estrigosa, de 1-1.5 mm de largo, pronto caedizas; flores sésiles, en botón obpiriformes, de 16-17 mm de largo; cáliz ciatiforme, de 0.8-1.3 mm de largo, con los lóbulos anchamente triangulares, de 0.25 mm de largo, estrigosos a glabrescentes; corola verde amarillenta, de 5-7 mm de largo, con los lóbulos oblongos a elípticos, de 2.5-3 mm de largo, con el ápice agudo a acuminado, glabros; androceo blanco, de 15-17 mm de largo, con 35-48 estambres, tubo estaminal exserto, anteras de 0.5 mm de largo, glabras; gineceo de 15-18 mm de largo, ovario comprimido a subcilíndrico, de 2.5-3 mm de largo, glabro; legumbres oblongas, comprimidas a subcilíndricas, de (4)6-17 cm de largo, 2-2.6 cm de ancho y 1.31.6 cm de grueso, rectas a falcadas, glabras y amarillentas cuando maduras, con 1-10 semillas, con frecuencia con varios óvulos abortados; semillas globosas, subglobosas o elipsoides, de 15-26 mm de largo, 13-16 mm de ancho y 11-13 mm de grueso, de color verde, sarcotesta delgada y blanca.

## Distribución
Se identificó por primera vez en los bosques mesófilos de montaña del estado de Colima. Es posible que se encuentre a lo largo de la costa pacífica de México.

## Hábitat
A Inga colimana se le encuentra en bosque mesófilo de montaña, en altitudes de 1500-1800 m, donde convive con Persea hintonii, Sebastiania hintonii, Inga eriocarpa, Litsea glaucescens, Quercus scytophylla, Styrax ramirezii, Croton draco, Agonandra racemosa, Guardiola tulocarpus, Zinowiewia concinna, Symplococarpon purpusii, Euphorbia peritropoides, Passiflora macvaughiana, Toxicodendron radicans, Calliandra longipedicellata, Dendropanax arboreus, Carpinus tropicalis, Parathesis villosa y Hedyosmum mexicanum, entre otras.